# روبرت کوشوتسکی
روبرت شیکیر-کوشوتسکی (لهستانی: Robert Szykier-Koszucki؛ زادهٔ ۱۸ ژوئیه ۱۹۷۷) بازیگر یهودی‌تبار اهل لهستان است. وی «پسر شایستهٔ لهستان» در سال ۱۹۹۷ و نمایندهٔ لهستان در رقابت‌های آقای دنیا در سال ۱۹۹۸ بود.
از فیلم‌ها یا مجموعه‌های تلویزیونی که وی در آن‌ها نقش داشته است، می‌توان به عزم راسخ ایرنا، در خوشی و سختی، موج جرم و جنایت، ع چون عشق، کارآگاهان جنایی، عشق اول، خانه کشیش، کمیسر آلکس، پدر متیو، دوران افتخار، مجرد، چهار شب با آنا و ما همه مسیح هستیم اشاره نمود.